# Campeonato Europeu de Halterofilismo de 1911
Em 1911 foram realizadas duas edições do Campeonato Europeu de Halterofilismo.

## Torneio 1
O 14º Campeonato Europeu de Halterofilismo foi realizado em Budapeste, na Hungria em 13 de outubro de 1911. Foram disputadas duas categorias.
Medalhistas
| Evento  | Ouro                    | Ouro     | Prata                  | Prata    | Bronze                        | Bronze   |
| ------- | ----------------------- | -------- | ---------------------- | -------- | ----------------------------- | -------- |
| 80 kg   | Franz Komarek · Áustria | 300,0 kg | Karl Swoboda · Áustria | 280,0 kg | Béla Erödy · Hungria          | 269,0 kg |
| + 80 kg | Edmund Danzer · Áustria | 330,0 kg | Josef Grafl · Áustria  | 310,0 kg | Vincent Fleischmann · Áustria | 306,0 kg |

## Torneio 2
O 15º Campeonato Europeu de Halterofilismo foi realizado em Leipzig, na Alemanha em 28 de dezembro de 1911. Foram disputadas duas categorias.
Medalhistas
| Evento  | Ouro                       | Ouro     | Prata                         | Prata    | Bronze | Bronze |
| ------- | -------------------------- | -------- | ----------------------------- | -------- | ------ | ------ |
| 80 kg   | Hans Abraham · Alemanha    | 270,0 kg | Vincent Fleischmann · Áustria | 256,0 kg | —      | —      |
| + 80 kg | Berthold Tandler · Áustria | 290,0 kg | —                             | —        | —      | —      |

## Quadro de medalhas
| Ordem | País     | Medalha de ouro | Medalha de prata | Medalha de bronze | Total |
| ----- | -------- | --------------- | ---------------- | ----------------- | ----- |
| 1     | Áustria  | 3               | 3                | 1                 | 7     |
| 2     | Alemanha | 1               | 0                | 0                 | 1     |
| 3     | Hungria  | 0               | 0                | 1                 | 1     |
| Total | Total    | 4               | 3                | 2                 | 9     |